# Luis Cañete
Luis Cañete (Concepción, 28 de mayo de 1905 - Asunción, 4 de marzo de 1985) fue un músico y compositor paraguayo. Es considerado como uno de los más destacados autores de música popular de su país.

## Biografía

### Primeros pasos
Nació en Concepción, capital del departamento paraguayo del mismo nombre, el 28 de mayo de 1905, hijo de Luis Cañete y Norberta Melgarejo. Inició sus estudios musicales con John Ashwell, entonces director en la Banda Militar de Pilar.
En 1925 formó su propia Orquesta Típica y en 1938 dirigió la Orquesta Gigante de la Asociación de Músicos del Paraguay.

### Trayectoria
En 1952 compuso la música para el film “Codicia” y en 1955 dirigió tres conciertos con Orquesta Sinfónica, interpretando la obra de Moisés Zapattini. A lo largo de su carrera ejerció influencia en la formación de músicos de la última generación, especialmente entre folkloristas.
Hábil ejecutante del bandoneón y arreglador de música popular para orquestas y banda, en la década de los años ‘70 se desempeñó como arreglador de la Banda de Músicos de la Policía de la Capital. Fue fundador de la Escuela de Música de Autores Paraguayos Asociados (APA), donde enseñó armonía y composición.

### Últimos años
Cañete falleció en Asunción el 4 de marzo de 1985.
Su preocupación por el estudio y la divulgación del arte musical y su proyección en la juventud, fue permanente. En este contexto, están, sin publicar, obras tales como “Composición musical”, “Tratado de contrapunto”, “Tratado de armonía contrapuntística”, “Tratado de fuga y su aplicación práctica en la composición musical paraguaya contemporánea”.

## Obras
Su producción abarca obras sinfónicas y populares como las canciones: “Jaheó soro”, “Nde po’a jeguakara”, “Farra syryry”, “Canción del deportista”, “Clamor de ansiedad” y “Tu mirar”; los poemas sinfónicos “Sueño de artista”, “Patria mía”, “Asunción de antaño”, “Asunción rohayhu” y “Matorral”, y la obra de cámara “Divertimento para cuerdas”. De entre ellas, “Sueño de artista” y “Divertimento para cuerdas” fueron grabadas en 1950 por la Orquesta de la Asociación del Profesorado Orquestal de Buenos Aires, bajo la dirección del maestro paraguayo Carlos Lara Bareiro.
Luis Cañete es además autor del libro Lenguaje musical argentino.